# Thymus herba-barona
Thymus herba-barona és una espècie de farigola nativa de Còrsega, Sardenya, i Mallorca. Té una aroma similar a Carum carvi al qual por substituir en algunes receptes.
És una planta reptant de base llenyosa i perenne que fa de 10 a 25 cm d'alt. Fulles lanceolades de 4 a 10 mm de llargada, piloses. Flors rosades, floreix a finals de primavera i a l'estiu.
Hi ha dues subespècies:
- Thymus herba-barona subsp. herba-barona. Còrsega, Sardenya
- Thymus herba-barona'' subsp. ''bivalens''. Mallorca